# Smilla Luuk
Smilla Melitta Lovisa Luuk, född 18 september 1997 i Johannes församling i Stockholm, är en svensk kokboksförfattare, receptkreatör och poddprogramledare med inriktning glutenfritt. 
År 2010 startade hon bloggen glutenfrittliv.blogg.se  (senare glutenfrittliv.se). Tre år senare debuterade hon med boken Smilla bakar glutenfritt, och år 2015 kom uppföljaren Smilla lagar glutenfritt. 2018 publicerades Smilla firar glutenfritt.
Smilla Luuk är dotter till programledaren Kristian Luuk och TV-producenten Anna Luuk Priske samt brorsdotter till skådespelaren och manusförfattaren Martin Luuk.